# City 2
City 2 er et indkøbscenter i Høje Tåstrup ved København. Det er tegnet af arkitektfirmaet Stærmose & Isager og åbnede i 1975. Det er moderniseret og tilbygget tre gange og var frem til 2012 også under renovering.
Ankerbutikken i centret var fra starten lavprisvarehuset OBS! (senere Kvickly), som lukkede 30. januar 2011.
I City 2 ligger bl.a. Føtex, H&M, Nordisk Film Biografer Taastrup og Imerco. City 2 har 72 butikker under knap 100.000 m² tag. Centret er Danmarks tredjestørste indkøbscenter målt på antal kvadratmeter og målt på omsætning. Målt efter antal butikker er det det syvende største.[kilde mangler]